# Rosario Nadal y Fuster-Puigdorfila

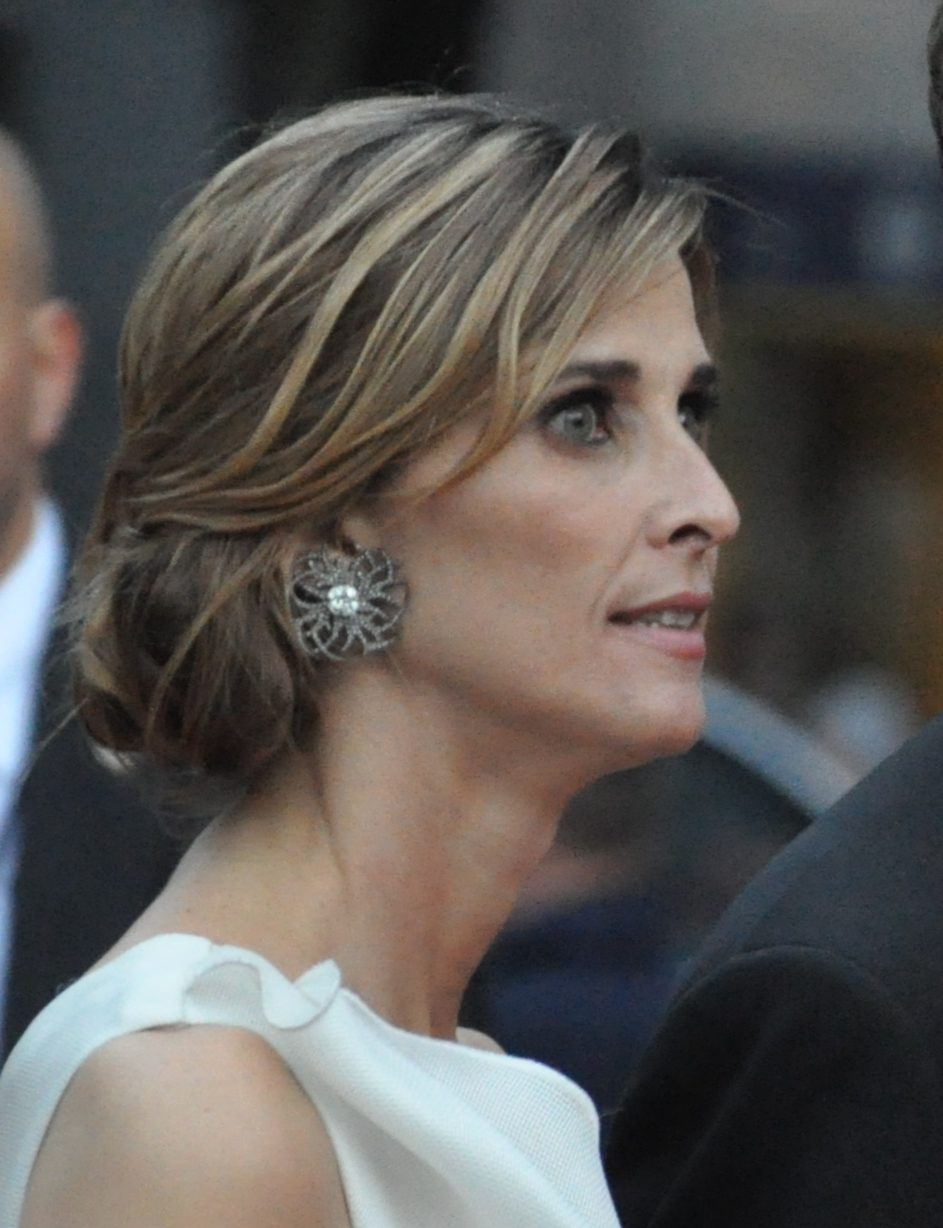
Rosario Nadal y Fuster-Puigdorfila

Rosario Nadal y Fuster-Puigdorfila, ook wel genoemd prinses Rosario van Bulgarije, is de vrouw van prins Kyrill van Preslav, theoretisch vierde in de lijn van opvolging tot de troon van Bulgarije, na zijn broer Kardam, prins van Turnovo, en diens zoons Boris en Beltran.
Rosario en Kyrill zijn getrouwd op 15 september 1989. Ze hebben twee dochters en een zoon:
- Mafalda, geboren op 27 juli 1994 in Londen
- Olimpia, geboren op 14 december 1995, ook in Londen
- Tassilo, geboren op 20 januari 2002, eveneens in Londen